# 亚氯酸钠
亚氯酸钠是亚氯酸的钠盐，化学式为NaClO2，是一种白色或微带黄绿色晶体，其水溶液呈黄绿色，与酸反应产生ClO₂气体。用于造纸工业中。它具强氧化性，储存时应当避免与有机物质及还原性物质接触，以防止爆炸。

## 製取
亚氯酸钠以氯酸钠（NaClO3）为原料制取：
1. 用还原剂，如氯化钠、二氧化硫或盐酸，在强酸性环境下还原氯酸钠，制取不稳定易爆炸的气体二氧化氯（ClO2）：
2NaClO3 + SO2 → 2ClO2 + Na2SO4
2. 用碱性溶液吸收二氧化氯，再用过氧化氢还原，就可以得到亚氯酸钠：
2ClO2 + 2NaOH + H2O2 → 2NaClO2 + 2H2O + O2

## 化学性质
亚氯酸钠可以和次氯酸钠反应，产生氯酸钠：
NaClO2 + NaClO → NaClO3 + NaCl
和氯气反应放出二氧化氯：
2 NaClO2 + Cl2 → 2 NaCl + 2ClO2

## 用途
亚氯酸钠主要用于制取二氧化氯气体，对水质消毒。用二氧化氯处理过的水中不会产生有毒的三卤甲烷。此外，亚氯酸钠可用于对纤维、纸张、织物等的漂白。
有机合成中，亚氯酸钠可将醛氧化为羧酸。类似的氧化剂还有氧化银、重铬酸吡啶盐（PDC）和高锰酸钾。

## 毒性
亞氯酸鈉是一種強氧化劑，因此，可以引起正鐵血紅蛋白血症、溶血、腎衰竭。